# Mauritz Frumerie
Mauritz Frumerie, född 18 maj 1775 i Karlskrona, död 7 mars 1853 i Arboga, var en svensk medaljgravör och litograf.
Han var son till inspektören vid amiralitetskollegium Klas Elias Frumerie och Margareta Sofia Stierngranat och från 1804 gift med Katarina Magni. Frumerie var elev och medhjälpare hos Carl Enhörning och tog från 1791 del av undervisningen vid Konstakademien i Stockholm. Han arbetade självständigt med egna verk från 1806 och anlitas från och med 1808 av Vetenskapsakademin samma år utnämns han till agré vid Konstakademien. För Vetenskapsakademin tillverkade han medaljer över dess ledamöter fram till 1846 då han slutade med denna verksmhet. Han utförde senare en mängd medaljer i mjuk och så småningom förvekligad formgivning. Bland Frumeries arbeten märks medaljer över Karl XIII:s kröning (1809), jubelfesten 1818, Konstakademins och Vetenskapsakademins jubelfester 1839 samt över af Chapman. Frumerie verkade även som porträttlitograf. Frumerie finns representerad vid bland annat Uppsala universitetsbibliotek